# 청녀
청녀(青女)는 이만희 감독의 1974년작 영화이다.

## 줄거리
낙도에서 성직자 겸 의사로 일하는 김형준은 까치섬의 한 노파를 치료하러 갔지만 이미 노파는 죽어있었다. 형준은 귀머거리에 장님인 노파의 조카딸 석화를 데려와 인간으로 만들기 위해 노력하는데...

## 출연
- 남궁원
- 문정숙
- 김경수
- 서한나
- 이영옥
- 남수정
- 백일섭
- 박주아
- 이대식
- 이예성
- 김경호
- 김용학
- 김대현
- 김승남
- 한명환
- 권일정
- 김경희
- 성명순
- 김경란
- 최연수

### 아역들
- 박양선
- 정연수
- 이승현
- 한영은
- 신영선
- 문은경

## 제작진
- 원작: 앙드레 지드 “전원교향악”
- 기획: 이은봉, 김재웅
- 각본: 이희우
- 촬영: 김덕진
- 조명: 장기종
- 음악: 전정근
- 미술: 김유준
- 편집: 현동춘
- 녹음: 손인호
- 촬영보: 허응애, 김정근
- 조명보: 이헌재, 신창록
- 소품: 김호길
- 제작부장: 문창호, 이대식
- 스틸: 김병옥
- 조감독: 최동준, 이광섭
- 제작: 박종찬
- 감독: 이만희